# Calophaca
Calophaca es un género de plantas con flores  perteneciente a la familia Fabaceae. Comprende 23 especies descritas y de estas, solo 9 aceptadas. Es originario de Asia.

## Descripción
Son arbustos o subarbustos. Estípulas lanceoladas o ampliamente lanceoladas, grandes, membranosa o herbáceas, adnatos a la base del pecíolo. Hojas imparipinnadas, 5-27-folioladas; estipelas ausente; hojas coriáceas del foliolo, margen entero. La inflorescencia en forma de racimo de 4 flores o más; brácteas y bracteolas raramente persistentes. Cáliz tubular, oblicuo en pedicelo; dientes 5. Corola de color amarillo. Leguminosas cilíndricas o lineales, pubescentes o con tricomas glandulares. Semillas subreniformes, sin una carúncula.

## Taxonomía
El género fue descrito por Fisch. ex DC. y publicado en Prodromus Systematis Naturalis Regni Vegetabilis 2: 270. 1825.

## Especies aceptadas
A continuación se brinda un listado de las especies del género Calophaca aceptadas hasta abril de 2013, ordenadas alfabéticamente. Para cada una se indica el nombre binomial seguido del autor, abreviado según las convenciones y usos:
- Calophaca chinensis Boriss.
- Calophaca grandiflora Regel
- Calophaca pskemica Gorbunova
- Calophaca reticulata Sumnev.
- Calophaca sericea Boriss.
- Calophaca sinica Rehder
- Calophaca soongorica Kar. & Kir.
- Calophaca tianschanica (B.Fedtsch.) Boriss.
- Calophaca wolgarica (L.f.) DC.